# Bassett (Nebraska)
Bassett ist eine Stadt im US-Bundesstaat Nebraska. Sie ist County Seat (Verwaltungssitz) des Rock County und hatte bei der Volkszählung von 2020 538 Einwohner.
Nachdem sich der erste Siedler 1878 in der Gegend des heutigen Bassett niederließ, begann im Jahre 1882 eine ausgedehntere Besiedlung des Ortes, in dem im gleichen Jahr ein erstes Warengeschäft eröffnete. 1883 wurde die erste Schule eingerichtet. Am 8. Februar 1887 wurde der Ort mit damals etwa 40 Einwohnern offiziell als Gemeinde registriert.

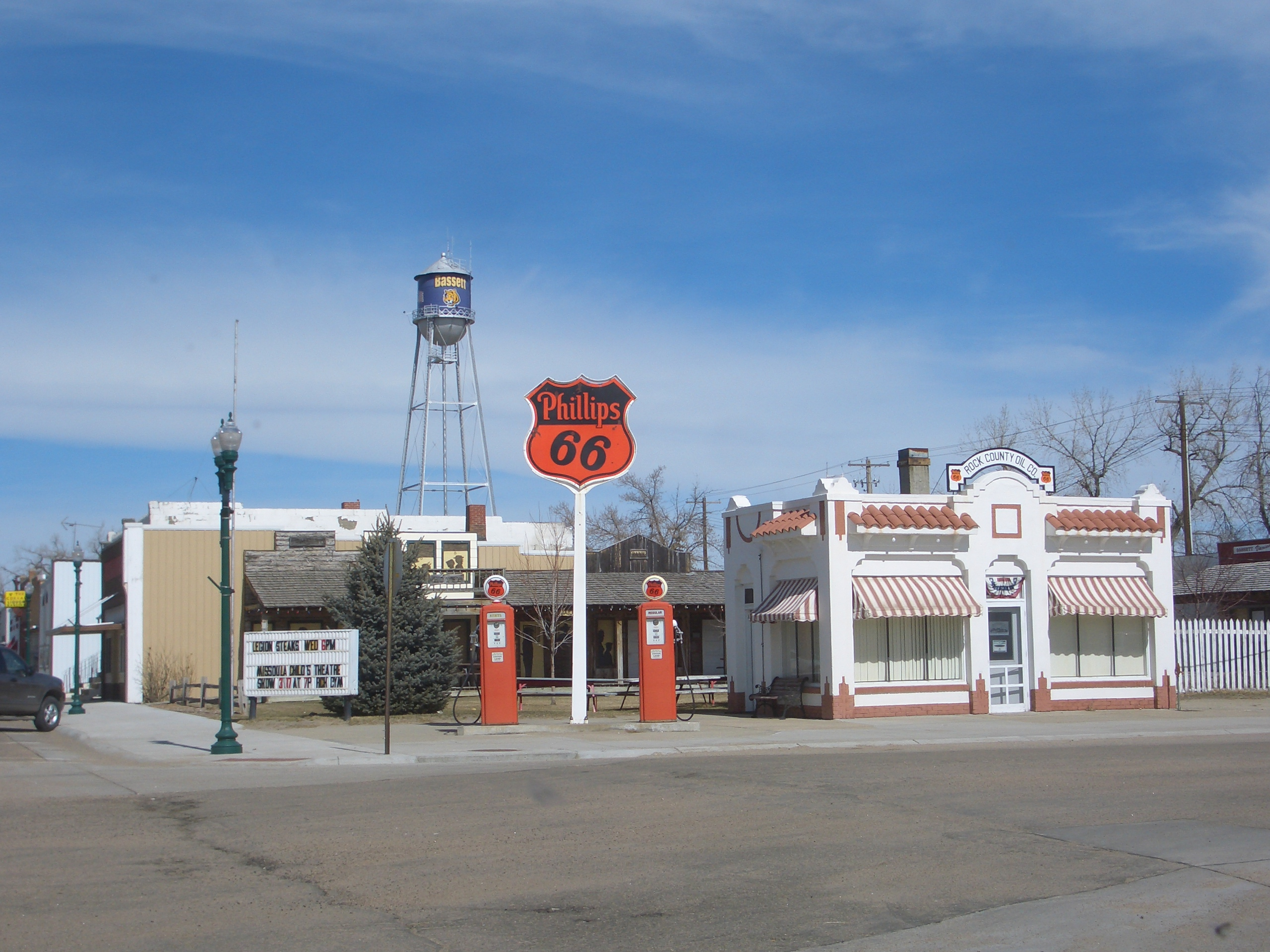
Altmodische Tankstelle in Bassett

Bassett liegt an der Kreuzung der U.S. Highways 20 und 183; knapp drei Kilometer westlich der Stadt liegt der Rock County Airport. Der Ort beherbergt drei Schulen, darunter die Rock County High School.